# Бьелице
Бьелице (серб. Bjelice) — историческая область и племя Катунской нахии региона Старой Черногории. Племя было одним из крупнейших традиционных племен Старой Черногории и одним из девяти племен Катунской нахии, наряду с Цетинье, Негушами, Чекличи, Кучи, Озриничи, Пьешивцы, Загарач и Комани.

## География
Регион Бьелице расположен в 20-50 км к северо-западу от Цетинье. Он расположен на относительно большой высоте (800—900 метров над уровнем моря) и окружен высокими горами — Челинац, Штавор и Чевски Лишац. Сегодня Бьелице считается географическим регионом, соответствующим территории традиционного племени.

## История
Чешский историк Константин Иречек отметил, что Бьелице впервые упоминается как территория около 1430 года («de zente Bielice»). Они также упоминаются в документе 1431 года, найденном в Которских архивах, и в османском дефтере (налоговом реестре) с 1521 года. Бьелице описываются как деревня, состоящая из 80 домов и четырех деревень: Лешев Ступ (Лешев Стуб), Предиш, Решна (Ресна) и Слаткович. Считается, что Бьелице вместе с кланами (братствами) Кучи и Байице являются потомками рода Орловичей. Павел Орлович — легендарный сербский герой, павший в битве за Косово (1389 г.), легенда которого гласит, что эти кланы являются его потомками, вероятно, от его братьев (поскольку письменных свидетельств о том, что у него были потомки, нет). Бегство Орловичей из Косово до того, как наступающие османы заставили их поселиться вокруг Гацко и соседних деревень (Чарадже, Бьелетачи). Позже они переселились в Банджани и, наконец, на территорию Старой Черногории.
В XVII веке племя Чеклин изгнало Бьелице с территории, которую они населяют сегодня (вокруг Скадарского озера и Риеки Црноевича).
В 1829 году Бьелице боролись против Озриничи и Кучи, двух соседних племен, и черногорский митрополит Петр I Петрович-Негош послал Симу Милутиновича Сарайлию и Мойсие, чтобы договориться о мире между ними.

## Братства
Племя Бьелице делилось на Верхние (Горнье) Бьелицы и Нижние (Донье) Бьелицы. Как и большинство племен, оно также состояло из многочисленных братств и семей. Самым крупным братством было Миличи, филиалом которого были Лончаревичи. Старшими братствами являются также Абрамович, Андрич, Пейович, Кузман, Попивода, Томич и Микулич, а также есть ряд младших братств. Многие выходцы из племени взяли Бьелицу в качестве своей фамилии.

## Известные люди
- Милия Милич-Орлович (+ 1714), герцог
- Марина Абрамович (р. 1946), художница-перформанс, родилась в Белграде, живет в Нью-Йорке.
- Крсто Попивода (1910—1988), национальный герой Югославии.
- Блажо Попивода (1911—1944), национальный герой Югославии.
- Перо Попивода (1916—1979), участник Народно-освободительной борьбы, генерал-майор советской авиации.
- Журо Лончаревич (1927—1987), генерал-полковник ЮНА и национальный герой Югославии
- Данило Попивода (1947—2021), бывший югославский и словенский футболист.
- Исидора Белица (1967—2020), сербская писательница
- Димитрие Белица (р. 1935), боснийско-герцеговинский и сербский шахматист, шахматный писатель и журналист.
- Милко Белица (р. 1984), сербский и черногорский баскетболист
- Ана Белица р. 1992), сербская волейболистка
- Неманья Белица (р. 1988), сербский баскетболист
- Новица Белица (р. 1983), сербский волейболист
- Милан Белица (р. 1956), генерал-майор сербской армии в отставке
- Срджан Милич (р. 1965), черногорский политик
- Славко Милич (р. 1977), черногорский учёный и гуманист
- Срджан Мрвалевич (р. 1984), черногорский дзюдоист.